# Ligament palmaire des articulations métacarpo-phalangiennes
Les ligaments palmaires des articulations métacarpo-phalangiennes sont les ligaments qui renforce la partie antérieure des capsules articulaires des articulations métacarpo-phalangiennes.

## Description
Le ligament palmaire des articulations métacarpo-phalangiennes s'insère fermement à la base de la phalange proximale et de façon lâche sur le col de la base du métacarpien.
Latéralement il fusionne avec les ligaments collatéraux des articulations métacarpo-phalangiennes et à l'avant avec le ligament métacarpien transverse profond.